# Soponya, Fejér
Soponya  este un sat în districtul Székesfehérvár, județul Fejér, Ungaria, având o populație de 1.883 de locuitori (2011). 

## Demografie
Componența etnică a satului Soponya
     Maghiari (99,14%)
     Necunoscut (0,31%)
     Alții (0,55%)
Componența confesională a satului Soponya
     Reformați (21,72%)
     Fără religie (10,04%)
     Necunoscută (67,6%)
     Alte religii (1,17%)
Conform recensământului din 2011, satul Soponya avea 1.883 de locuitori. Din punct de vedere etnic, majoritatea locuitorilor (99,14%) erau maghiari. Apartenența etnică nu este cunoscută în cazul a 0,31% din locuitori. Nu există o religie majoritară, locuitorii fiind reformați (21,72%) și persoane fără religie (10,04%). Pentru 67,6% din locuitori nu este cunoscută apartenența confesională.